# 奧金山
10°35′04″S 76°51′56″W / 10.58444°S 76.86556°W
奧金山（Awkin），是秘魯的山峰，位於該國中南部利馬大區，由卡哈坦博省和奧永省負責管轄，屬於安地斯山脈的一部分，海拔高度5,183米。